# Liste des îles du Maine
Cet article recense les principales îles du Maine. 
La base de données Maine Coastal Island Registry, tenu par le Department of Conservation de l'État, porte sur 3 166 îles côtières des plus grandes (Île des Monts Déserts) aux plus petits îlots exposés au-dessus de la marée haute moyenne. Certaines îles d'eau douce intérieures remarquables ont été incluses.

## Liste alphabétique
- Arrowsic
- Badger's Island (en)
- Bailey
- Boon Island
- Burnt Island
- Bustins (en)
- Chebeague
- Cliff (en)
- Cranberry Isles :
  - Baker
  - Bear
  - Sutton
- Île Curtis (États-Unis)
- Cushing
- Damariscove (en)
- Deer Island
- Egg Rock
- Franklin Island (National Wildlife Refuge)
- Great Diamond (en)
- Great Duck Island
- House (en)
- Isle au Haut
- Libby Island
- Long Island (Maine)
- Machias Seal (souveraineté contestée par le Canada).
- Matinicus Isle
- Matinicus Rock
- Île Mistake
- Monhegan
- Nash Island
- Île des Monts Déserts
- North Haven
- Peaks
- Perkins Island
- Petit Manan (National Wildlife Refuge)
- Pond Island (National Wildlife Refuge)
- Pumpkin Island
- Ram Island
- Saddleback Ledge
- Sainte-Croix
- Seguin Island
- Seavey (en)
- Isles of Shoals
- Squirrel (Maine)
- Southern Island
- Swan Island
- Two Bush Island
- Verona Island (Maine)
- Vinalhaven
- Wassumkeag
- Westport
- Whitehead Island (en)